# Фридрих Август фон Фогелзанг
Фридрих Август фон Фогелзанг (на немски: Friedrich August von Vogelsang; * 13 август 1710; † 2 март 1785) е благородник от род Фогелзанг в Мекленбург.

## Фамилия
Фридрих Август фон Фогелзанг се жени на 12 април 1747 г. във Вернигероде за принцеса София Вилхелмина Елизабет фон Валдек и Пирмонт (* 4 януари 1711, Аролзен; † 10 август 1775, Вернигероде), дъщеря на княз Фридрих Антон Улрих фон Валдек-Пирмонт (1676 – 1728) и пфалцграфиня Луиза фон Пфалц-Биркенфелд-Бишвайлер (1678 – 1753). Бракът е бездетен.
Той умира на 74 години на 2 март 1785 г.